# Gerhard G. Habermehl
Gerhard Georg Konrad Habermehl (* 19. Februar 1931 in Seligenstadt, Hessen; † 30. August 2010 in Hannover) war ein deutscher Naturstoffchemiker.

## Leben
Habermehl studierte nach dem Abitur Chemie und Zoologie an der Technischen Hochschule Darmstadt. 1960 wurde er bei Clemens Schöpf in Darmstadt mit einer Arbeit über die Konstitution des Samandarins promoviert. Er wurde 1964 mit einer Schrift über röntgenstrukturanalytische Arbeiten habilitiert und war ab 1968 am Laboratory of Chemistry der National Institutes of Health in Bethesda (Maryland), USA, tätig. 1970 erhielt Habermehl einen Ruf auf eine Professur für Organische Chemie an der TH Darmstadt. 1980 wechselte er auf den Lehrstuhl für Chemie an der Tierärztlichen Hochschule Hannover. 1996 wurde er emeritiert.

## Wirken
Den Forschungsschwerpunkt von Gerhard Habermehl bildeten die Salamander- und Froschgifte (Batrachotoxin), Steroide und Saponine aus Seesternen und Seegurken (Holothurine), Pigmente aus Bakterien etc. Er hat maßgebliche Forschungsergebnisse in der Strukturaufklärung erzielt. Zu den Naturstoffen aus dem Tierreich bildeten pflanzliche Gifte einen weiteren Schwerpunkt, bei denen toxikologische Untersuchungen und die Strukturaufklärung der Toxine erfolgten. Zu den analytisch orientierten Arbeiten wurden zahlreiche Synthesen von Naturstoffen etabliert. Wichtige Verbindungen, die mit dem Namen Habermehl in Verbindung bleiben werden, sind bspw. Pumiliotoxin-C, Samandaridin, Holothurinogenin, Spatulenol, Tetrodotoxin und die Miotoxine.
Mit den Werken „Gift-Tiere und ihre Waffen“, „Mitteleuropäische Giftpflanzen und ihre Wirkstoffe“ wurde er bekannt; internationale Beachtung fand seine Schrift „Venomous Animals and Their Toxins“. 1992 publizierte er das Lehrbuch „Naturstoffchemie“, welches sich auch an Chemiker, Biologen und Pharmazeuten wendet.
Habermehl war seit seiner Studentenzeit ein sehr engagiertes Mitglied von katholischen Studentenverbindungen im KV, bei der Studentenverbindung Moenania-Darmstadt wurde er 1951 Mitglied und übernahm – später dort auch in der Altherrenschaft – Vorstandsposten. Er wurde dann noch Mitglied der KV-Verbindungen Guestphalia-Berlin zu Frankfurt, Barbarossa-Kaiserslautern und Alemannia München, daneben war er von 1985 bis 1991 Vorstandsmitglied im Altherrenbund des KV. Darüber hinaus war er noch Ehrenmitglied der katholischen Studentenverbindungen K.D.St.V. Norbertina Magdeburg, der A.V. Salia-Silesia Oppeln und der K.D.St.V. Saxo-Silesia Hannover im Cartellverband (CV).
Habermehl war auch Vorsitzender der Einhard-Arbeitsgemeinschaft e.V. mit Sitz in Seligenstadt. Auf seinen Wunsch wurde Habermehl auf dem Friedhof in Seligenstadt beerdigt.

## Schriften
- Venomous Animals and Their Toxins, Springer, Berlin 1981, ISBN 3-540-10780-0.
- Gift – Tiere und ihre Waffen, Springer, Berlin 1994, 5. Auflage, ISBN 3-540-56897-2.
- Naturstoffchemie. Eine Einführung, Springer, Berlin 2008, 3. Auflage, ISBN 978-3-540-73732-2, zusammen mit Peter E. Hammann, H. C. Krebs, Waldemar Ternes.
- Mitteleuropäische Giftpflanzen und ihre Wirkstoffe, Springer, Berlin, 2. Auflage, ISBN 3-540-64810-0.